# Arbejdersangbogen
Arbejdersangbogen er en sangbog, som udgives af AOFs forlag til brug i arbejderbevægelsen. Arbejdersangbogen udkom første gang i 1926 og er nu udkommet i 13. udgaver, den seneste i 2023.
Arbejderbevægelsens Oplysningsforbund (AOF) samlede i 1926 245 passende socialdemokratiske sange til den første udgave af Arbejdersangbogen, som udkom på Socialdemokratiets forlag Fremad til og med 5. udgave. Derefter overtog AOF selv udgivelsen fra 6. udgave i 1960 og frem til i dag. 
Frem til 1926 var der udkommet mange arbejdersangbøger med forskellige titler, udgivet af forskellige organisationer i fagbevægelsen og arbejderbevægelsen, herunder Socialdemokratiets Sangbog, udgivet af forlaget Fremad i 1918. Arbejdersangbogen har fra begyndelsen været en vigtig del af AOF's arbejde med uddannelse, oplysning og dannelse af unge arbejdere.
Udvalget af sange i Arbejdersangbogen er blevet revideret mange gange. U. P. Overbys kampberedte Socialisternes March med førstelinjen "Snart dages det brødre" blev placeret som den første sang i sangbogen frem til 1945, hvorefter denne plads blev tildelt arbejderdigteren Oskar Hansens "Danmark for folket". I 12. udgave havde sangbogen i alt 180 sange, hvoraf 40 var nye og 35 var gledet ud i forhold til 11. udgave fra 2010.
Et udvalg af sangene fra Arbejdersangbogen er udkommet i nodeform som Arbejdermelodibogen, første gang i 1936. I 1988 udkom en indspilning af klaverledsagelsen til sangene fra Arbejdersangbogen, 8. udgave, 1988, svarende til Arbejdermelodibogen, 3. udgave, 1987, på kassettebånd, spillet af Per Fomsgaard.

## Udvalgte udgivelser
- Socialdemokratiets sangbog (1. udgave). Kbh.: Fremad. 1918.
- Arbejdersangbogen. AOF (red.) (1. udgave). Kbh.: Fremad. 1926.{{cite book}}:  CS1-vedligeholdelse: others (link)
- Arbejdermelodibogen : for klaver med underlagt tekst. Vol. [1. del]. Oluf Ring (red.). Kbh.: Arbejdernes Oplysningsforbund. 1936.{{cite book}}:  CS1-vedligeholdelse: others (link)
- Arbejdermelodibogen : for klaver med underlagt tekst. Vol. 2. del. Fritz Haase (red.). Kbh.: Arbejdernes Oplysningsforbund. 1948.{{cite book}}:  CS1-vedligeholdelse: others (link)
- Fomsgaard, Per (1988), Arbejdersangbogen (6. kassettebånd), AOF
- Arbejdersangbogen. Erik Juul Andersen, John Meinert Jacobsen (red.) (13. udgave). Kbh.: AOF. 2023. ISBN 978-87-7403-708-8.{{cite book}}:  CS1-vedligeholdelse: others (link)